# Thyreus luzonensis
Thyreus luzonensis är en biart som först beskrevs av Cockerell 1910.  Thyreus luzonensis ingår i släktet Thyreus och familjen långtungebin. Inga underarter finns listade i Catalogue of Life.